# Meerane
Meerane település Németországban, azon belül Szászország tartományban. Lakosainak száma 13 797 fő (2023. december 31.).

## Népesség
A település népességének változása:
| Lakosok száma | 14 481 | 14 208 | 13 781 | 13 888 | 13 797 |
|               | 2017   | 2019   | 2021   | 2022   | 2023   |